# Dancing Mothers
Dancing Mothers és una pel·lícula muda dirigida per Herbert Brenon i protagonitzada per Alice Joyce, Norman Trevor, Conway Tearle i Clara Bow (en la seva primera pel·lícula per a la Paramount). Basada en l’obra de teatre homònima de Edgar Selwyn i Edmund Goulding, es va estrenar l'1 de març de 1926.

## Argument
Ethel Westcourt, una dona rica, descobreix que el seu marit té una aventura amb una altra dona i que la seva filla, Kittens, veu massa en Jerry Naughton. En un esforç per trencar la relació entre Naughton i Kittens, Ethel va a veure Naughton al seu apartament i se n'enamora. Segueix un període d'estrès tant per a la dona gran com per a la seva filla, que s'acaba amb la filla alterant el seu mode de vida. El marit descobreix el nou amor d'Ethel i li suplica que torni amb ell. Ethel s'hi nega i agafa un vaixell sola cap a París amb la intenció de començar una nova vida.

## Repartiment
- Alice Joyce (Ethel "Buddy" Westcourt)
- Norman Trevor (Hugh Westcourt)
- Clara Bow (Catherine "Kittens" Westcourt)
- Conway Tearle (Gerald "Jerry" Naughton)
- Eleanor Lawson (Irma)
- Dorothy Cumming (Mrs. Mazzarene)
- Donald Keith (Kenneth Cobb)
- Leila Hyams (Birdey Courtney)
- Spencer Charters (repartidor)